# Axion tripustulatum
Axion tripustulatum är en skalbaggsart som först beskrevs av De Geer 1775.  Axion tripustulatum ingår i släktet Axion och familjen nyckelpigor. Inga underarter finns listade i Catalogue of Life.